# Ahaz
Ahaz, abreviat de la Ioahaz „YHWH a vindecat” a fost un rege al Iudeii, fiind fiul și succesorul lui Iotam. Mama sa se numea Ahio din Ido. Ahaz avea 20 de ani când a devenit rege al Iudeii și a domnit 16 ani.
Evanghelia lui Matei îl menționează pe Ahaz în genealogia lui Isus.